# Championnats du monde de karaté 2008
Navigation
Édition précédente Édition suivante

Logo de la compétition

Les championnats du monde de karaté 2008 ont eu lieu du 13 au 16 novembre 2008 à Tōkyō, au Japon. Il s'agissait de la dix-neuvième édition des championnats du monde de karaté seniors et de la troisième organisée dans ce pays et cette ville en particulier. Elle est marquée par la domination de l'équipe japonaise, qui remporte quatre médailles d'or.

## Organisation
Les championnats du monde de karaté 2008 succéderont à la dix-huitième édition organisée en octobre 2006 à Tampere, en Finlande. Il s'agira des troisièmes championnats du monde de karaté senior organisés par la capitale nippone après ceux de 1970 et ceux de 1977.
La ville de Tokyo a obtenu le droit d'organiser cet événement sportif au terme d'un vote secret organisé par la Fédération mondiale de karaté durant le congrès que cette dernière a tenu à Monterrey, au Mexique, à la veille des championnats du monde de 2004. Elle s'est imposée aux dépens de la ville de Paris, en France.

## Résultats[3]

### Épreuves individuelles

#### Kata
| Rang | Pays             | Karatéka          |
| ---- | ---------------- | ----------------- |
| 1    | Italie           | Luca Valdesi      |
| 2    | Venezuela        | Antonio José Díaz |
| 3    | France           | Vu Duc Minh Dack  |
| 3    | Égypte           | Mustafa Ibrahim   |
| 5    | Angleterre       | Jonathan Mottram  |
| 5    | Nouvelle-Zélande | A. Rahardja       |
| 7    | Turquie          | Arsalan Caliskan  |
| 7    | Viêt Nam         | H. To             |

| Rang | Pays                   | Karatéka            |
| ---- | ---------------------- | ------------------- |
| 1    | Viêt Nam               | Hoang Ngan Nguyen   |
| 2    | Italie                 | Sara Battaglia      |
| 3    | Serbie                 | Marija Madžarević   |
| 3    | Japon                  | Kasuga Wakabayashi  |
| 5    | République dominicaine | Maria Dimitrova     |
| 5    | Canada                 | Katarína Vadovičová |
| 7    | Mexique                | Silvia Cardenas     |
| 7    | Jordanie               | R. Jader            |

#### Kumite

##### Kumitemasculin
| Rang | Pays       | Karatéka          |
| ---- | ---------- | ----------------- |
| 1    | Croatie    | Danil Domdjoni    |
| 2    | Kazakhstan | Darkhan Assadilov |
| 3    | Brésil     | Douglas Brose     |
| 3    | Iran       | Hossein Rouhani   |
| 5    | France     | Sofiane Ainine    |
| 5    | Allemagne  | Alexander Heimann |
| 7    | Serbie     | Igor Krstin       |
| 7    | Pakistan   | S. Jalbani        |

| Rang | Pays       | Karatéka                        |
| ---- | ---------- | ------------------------------- |
| 1    | États-Unis | George Kotaka                   |
| 2    | Hongrie    | Ádám Kovács                     |
| 3    | France     | William Rollé                   |
| 3    | Japon      | Takuro Nihei                    |
| 5    | Italie     | Ciro Massa                      |
| 5    | Grèce      | Dimítrios Triantafýllis         |
| 7    | Canada     | Louis-Philippe L'Ecuyer-Lafleur |
| 7    | Croatie    | Marko Lučić                     |

| Rang | Pays        | Karatéka           |
| ---- | ----------- | ------------------ |
| 1    | Azerbaïdjan | Rafael Ağayev      |
| 2    | Égypte      | Tamer Moussa       |
| 3    | Japon       | Shinji Nagaki      |
| 3    | Canada      | Saeed Baghbani     |
| 5    | États-Unis  | Brian Mertel       |
| 5    | Écosse      | Stevan Murray      |
| 7    | Qatar       | M. Adwan           |
| 7    | Angleterre  | Jason P. Ledgister |

| Rang | Pays       | Karatéka                   |
| ---- | ---------- | -------------------------- |
| 1    | Chili      | David Dubó                 |
| 2    | Turquie    | Maslum Baştürk             |
| 3    | Japon      | Ko Matsuhisa               |
| 3    | Égypte     | Mohanad Mohamed            |
| 5    | France     | Kenji Grillon              |
| 5    | Espagne    | A. Sanchez Estepa          |
| 7    | Italie     | Luigi Busà                 |
| 7    | Madagascar | Herimamifenondr Saminirina |

| Rang | Pays        | Karatéka                |
| ---- | ----------- | ----------------------- |
| 1    | Japon       | Satoshi Ibuchi          |
| 2    | Russie      | Islamoutdin Eldarouchev |
| 3    | Égypte      | Hany Shakr Keshta       |
| 3    | Kazakhstan  | Alibek Prenov           |
| 5    | Azerbaïdjan | Amal Islam Atayev       |
| 5    | Italie      | Salvatore Loria         |
| 7    | Norvège     | J. Brynie               |
| 7    | Venezuela   | Cesar Herrera           |

| Rang | Pays               | Karatéka           |
| ---- | ------------------ | ------------------ |
| 1    | Italie             | Stefano Maniscalco |
| 2    | France             | Ibrahim Gary       |
| 3    | Écosse             | Calum Robb         |
| 3    | Allemagne          | Jonathan Horne     |
| 5    | Venezuela          | Mario Toro         |
| 5    | République tchèque | Jan Tuček          |
| 7    | Biélorussie        | Dzmitry Hrachou    |
| 7    | Égypte             | M. Mohamed         |

| Rang | Pays        | Karatéka                 |
| ---- | ----------- | ------------------------ |
| 1    | Azerbaïdjan | Rafael Ağayev            |
| 2    | Grèce       | Spyrídon Margaritópoulos |
| 3    | Géorgie     | Gogita Arkania           |
| 3    | Italie      | Stefano Maniscalco       |
| 5    | Égypte      | M. El Senbawy            |
| 5    | France      | Florian Malguy           |
| 7    | Angleterre  | Rory Daniels             |
| 7    | Pays-Bas    | Timothy Petersen         |

##### Kumiteféminin
| Rang | Pays      | Karatéka         |
| ---- | --------- | ---------------- |
| 1    | Japon     | Natsuki Fujiwara |
| 2    | Allemagne | Kora Knühmann    |
| 3    | Turquie   | Gülderen Celik   |
| 3    | Russie    | Elana Ponomareva |
| 5    | Serbie    | Maja Jovanović   |
| 5    | Brésil    | Valéria Kumizaki |
| 7    | Autriche  | Bianca Ellensohn |
| 7    | Italie    | Selene Guglielmi |

| Rang | Pays       | Karatéka               |
| ---- | ---------- | ---------------------- |
| 1    | Russie     | Maria Sobol            |
| 2    | Canada     | Nassim Varasteh        |
| 3    | Serbie     | Katarina Strika        |
| 3    | Turquie    | Vildan Doğan           |
| 5    | Suisse     | Diana Schwab           |
| 5    | Espagne    | Carmen Vicente Cabañas |
| 7    | Mexique    | Bertha Gutierrez       |
| 7    | Angleterre | Natalie Williams       |

| Rang | Pays       | Karatéka                |
| ---- | ---------- | ----------------------- |
| 1    | France     | Tiffany Fanjat          |
| 2    | États-Unis | Elisa Au                |
| 3    | Espagne    | Cristina Feo Gomez      |
| 3    | Russie     | Evgeniya Podborodnikova |
| 5    | Égypte     | Shymaa Abouel Yazed     |
| 5    | Pologne    | Daria Szulc             |
| 7    | Allemagne  | Yasmina Benadda         |
| 7    | Serbie     | Tamara Filipović        |

| Rang | Pays                   | Karatéka                  |
| ---- | ---------------------- | ------------------------- |
| 1    | Japon                  | Yuka Sato                 |
| 2    | Espagne                | Gloria Casanova Rodriguez |
| 3    | Slovaquie              | Eva Tulejová-Medveďová    |
| 3    | Croatie                | Ema Aničić                |
| 5    | Grèce                  | A. Karypidou              |
| 5    | Antilles néerlandaises | Mariska Verspaget         |
| 7    | Brésil                 | J. Colzani                |
| 7    | Pologne                | Anna Fajkowska            |

### Épreuves par équipes

#### Kata
| Rang | Pays     |
| ---- | -------- |
| 1    | France   |
| 2    | Japon    |
| 3    | Pérou    |
| 3    | Italie   |
| 5    | Brésil   |
| 5    | Espagne  |
| 7    | Serbie   |
| 7    | Viêt Nam |

| Rang | Pays      |
| ---- | --------- |
| 1    | Japon     |
| 2    | France    |
| 3    | Italie    |
| 3    | Espagne   |
| 5    | Croatie   |
| 5    | Allemagne |
| 7    | Brésil    |
| 7    | Slovaquie |

#### Kumite
| Rang | Pays               |
| ---- | ------------------ |
| 1    | Turquie            |
| 2    | Serbie             |
| 3    | Espagne            |
| 3    | Égypte             |
| 5    | France             |
| 5    | Tunisie            |
| 7    | Bosnie-Herzégovine |
| 7    | Sénégal            |

| Rang | Pays       |
| ---- | ---------- |
| 1    | Allemagne  |
| 2    | Espagne    |
| 3    | Italie     |
| 3    | France     |
| 5    | Brésil     |
| 5    | Russie     |
| 7    | États-Unis |
| 7    | Turquie    |

## Tableau des médailles
| Tableau des médailles |             |    |        |        |       |
| Rang                  | Pays        | Or | Argent | Bronze | Total |
| 1                     | Japon       | 4  | 1      | 4      | 9     |
| 2                     | France      | 2  | 2      | 3      | 7     |
| 3                     | Italie      | 2  | 1      | 4      | 7     |
| 4                     | Azerbaïdjan | 2  | 0      | 0      | 2     |
| 5                     | Russie      | 1  | 1      | 2      | 4     |
| 5                     | Turquie     | 1  | 1      | 2      | 4     |
| 7                     | Allemagne   | 1  | 1      | 1      | 3     |
| 8                     | États-Unis  | 1  | 1      | 0      | 2     |
| 9                     | Croatie     | 1  | 0      | 1      | 2     |
| 10                    | Chili       | 1  | 0      | 0      | 1     |
| 10                    | Viêt Nam    | 1  | 0      | 0      | 1     |
| 12                    | Espagne     | 0  | 2      | 3      | 5     |
| 13                    | Égypte      | 0  | 1      | 4      | 5     |
| 14                    | Serbie      | 0  | 1      | 2      | 3     |
| 15                    | Canada      | 0  | 1      | 1      | 2     |
| 15                    | Kazakhstan  | 0  | 1      | 1      | 2     |
| 17                    | Grèce       | 0  | 1      | 0      | 1     |
| 17                    | Hongrie     | 0  | 1      | 0      | 1     |
| 17                    | Venezuela   | 0  | 1      | 0      | 1     |
| 20                    | Brésil      | 0  | 0      | 1      | 1     |
| 20                    | Écosse      | 0  | 0      | 1      | 1     |
| 20                    | Géorgie     | 0  | 0      | 1      | 1     |
| 20                    | Iran        | 0  | 0      | 1      | 1     |
| 20                    | Pérou       | 0  | 0      | 1      | 1     |
| 20                    | Slovaquie   | 0  | 0      | 1      | 1     |